# Остін Мур
О́стін Мур (англ. Austyn Moore, нар. 6 травня 1981 року, Палм-Біч, Флорида, США) — американська порноакторка. 
Позувала для журналів Hustler, Oui, Cheri, Playboy, High Society та інших чоловічих журналів. З 2005 року почала зніматися в порнофільмах для компаній Adam & Eve і Hustler. Мур також була однією з ведучих передачі на радіо KSEX і знялась для передачі Fresh Baked Video Games телеканалу Spike TV.

## Премії і номінації
- 2006 фіналістка FAME Award — Rookie Starlet of the Year[3]
- 2007 номінація на AVN Award в категорії «Best Actress in a Video» (Tailgunners)[4]